# Isothrix
Az Isothrix az emlősök (Mammalia) osztályának a rágcsálók (Rodentia) rendjébe, ezen belül a tüskéspatkányfélék (Echimyidae) családjába tartozó nem.

## Rendszerezés
A nembe az alábbi 5 faj tartozik:
- Isothrix barbarabrownae Patterson & Velazco, 2006 -
- Isothrix bistriata Wagner, 1845 - típusfaj
- Isothrix negrensis Thomas, 1920
- Isothrix pagurus Wagner, 1845
- Isothrix sinnamariensis Vie et al., 1996